# Кин, Элоди
Элоди Кин (англ. Elodie Keene, род. 10 апреля 1949, Беркли, Калифорния, США) — американский телевизионный режиссёр, продюсер и монтажёр. Она выиграла три премии «Эмми» в 1988, 1990 и 1991 годах за работу над сериалом «Закон Лос-Анджелеса».
За свою карьеру, охватывающую четыре десятилетия, Кин выступила в качестве режиссёра более 100 телевизионных шоу, среди которых «Скорая помощь», «Полиция Нью-Йорка», «Элли Макбил», «Зачарованные», «Закон и порядок: Специальный корпус», «Лучшие», «Справедливая Эми», «Мыслить как преступник», «Менталист», «Ищейка», «Части тела», «Хор», «Фостеры». «Нэшвилл», «Новая норма», «Девственница Джейн», «Коварные горничные», «Скорпион», «Династия» и «Гранд-отель».